# Ponte de Sacavém

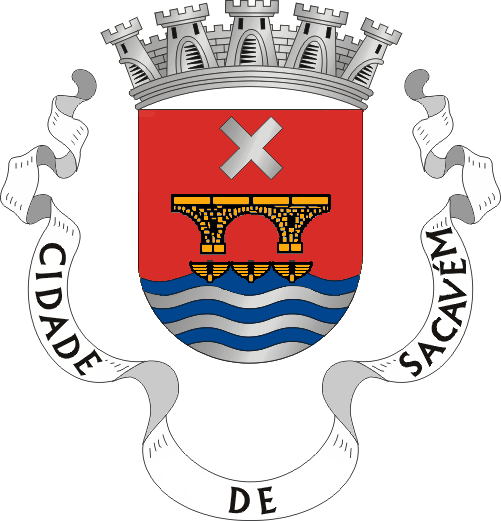
A ponte romana de Sacavém representada no brasão da freguesia…

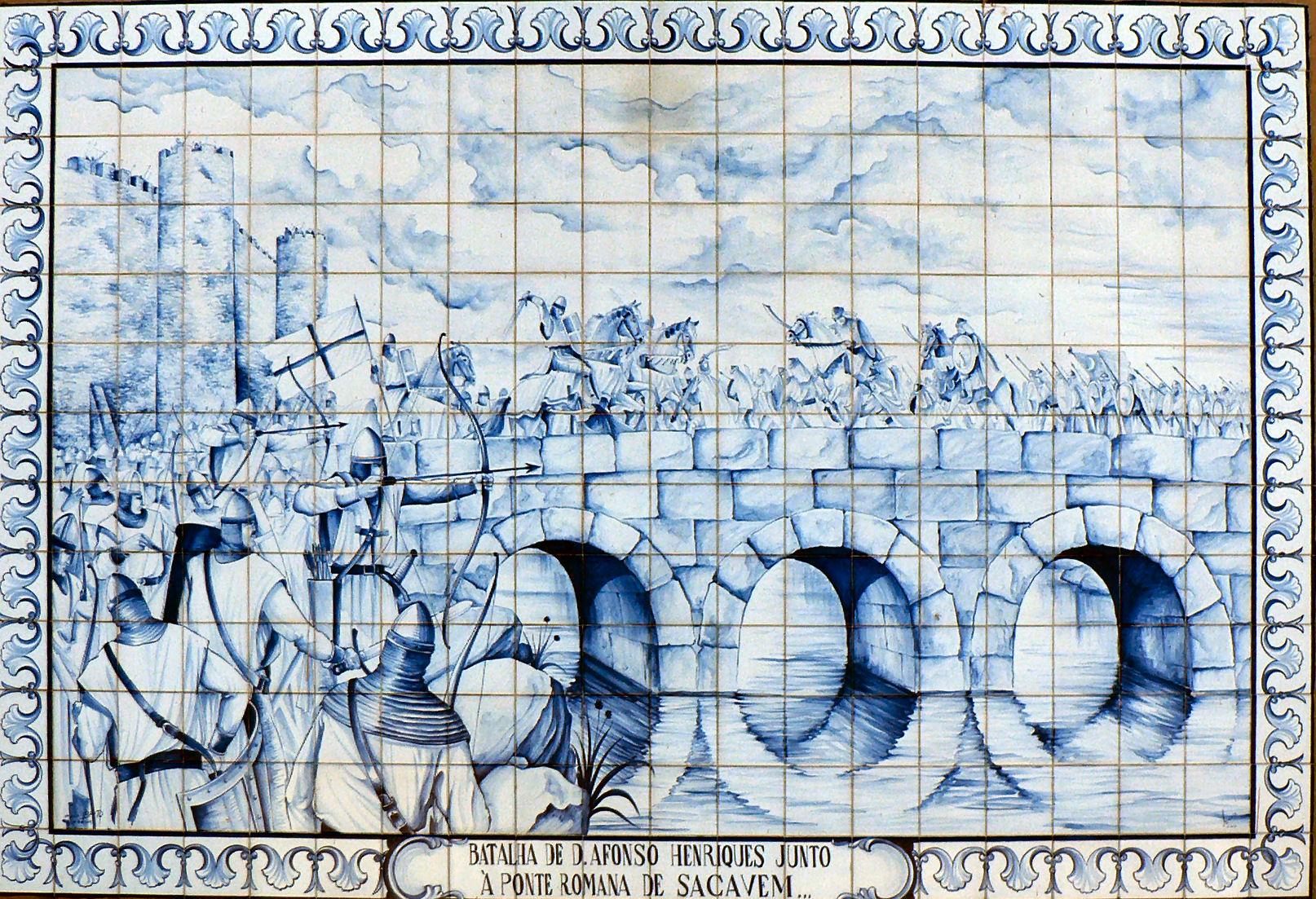
De acordo com a tradição, sobre essa mesma ponte se travou um reecontro entre D. Afonso Henriques e os mouros: a batalha de Sacavém…

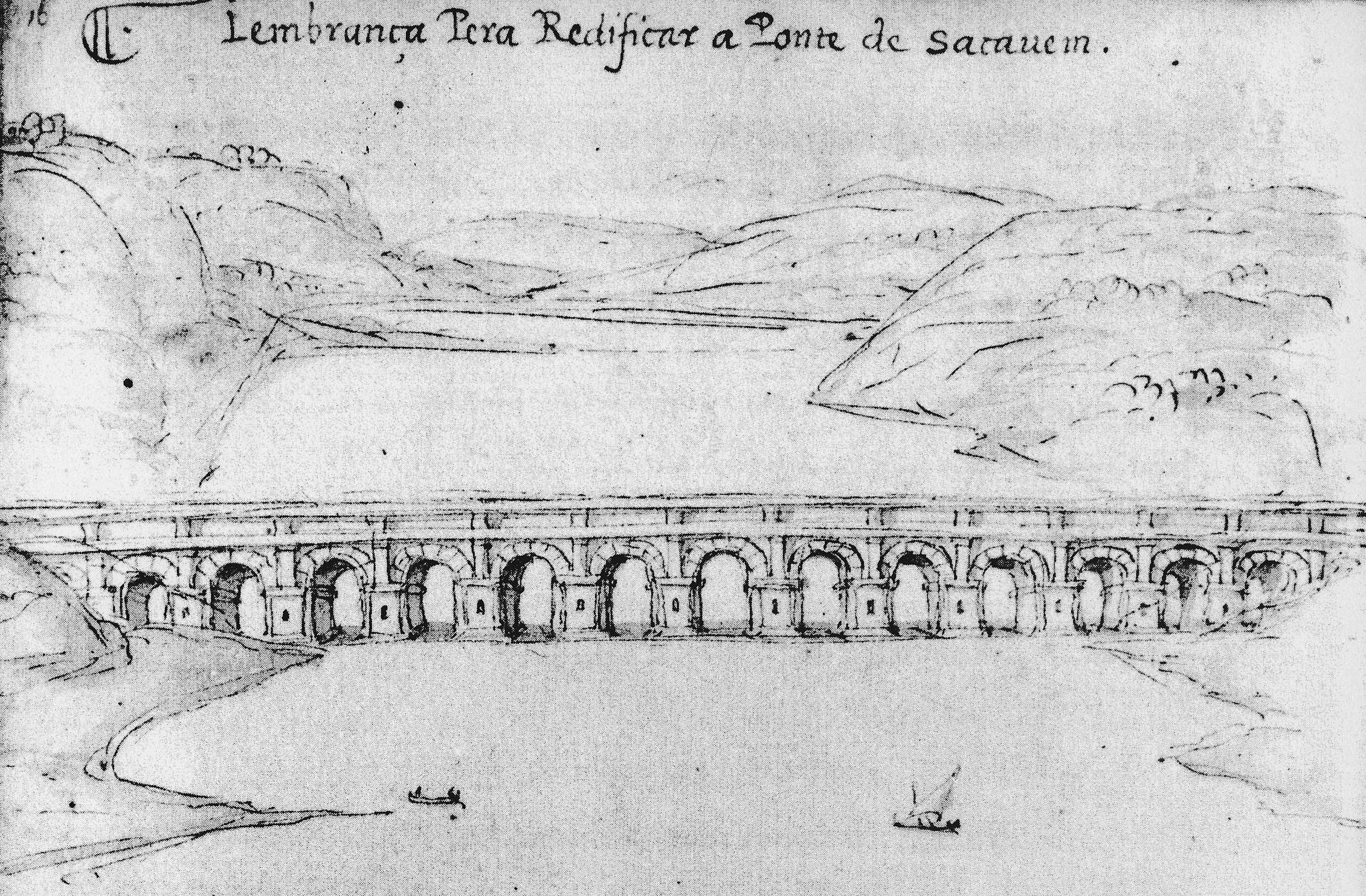
«Lembrança pera Redificar a Ponte de Sacauem», incluída em Da fábrica que falece a cidade de Lisboa, de Francisco de Holanda.

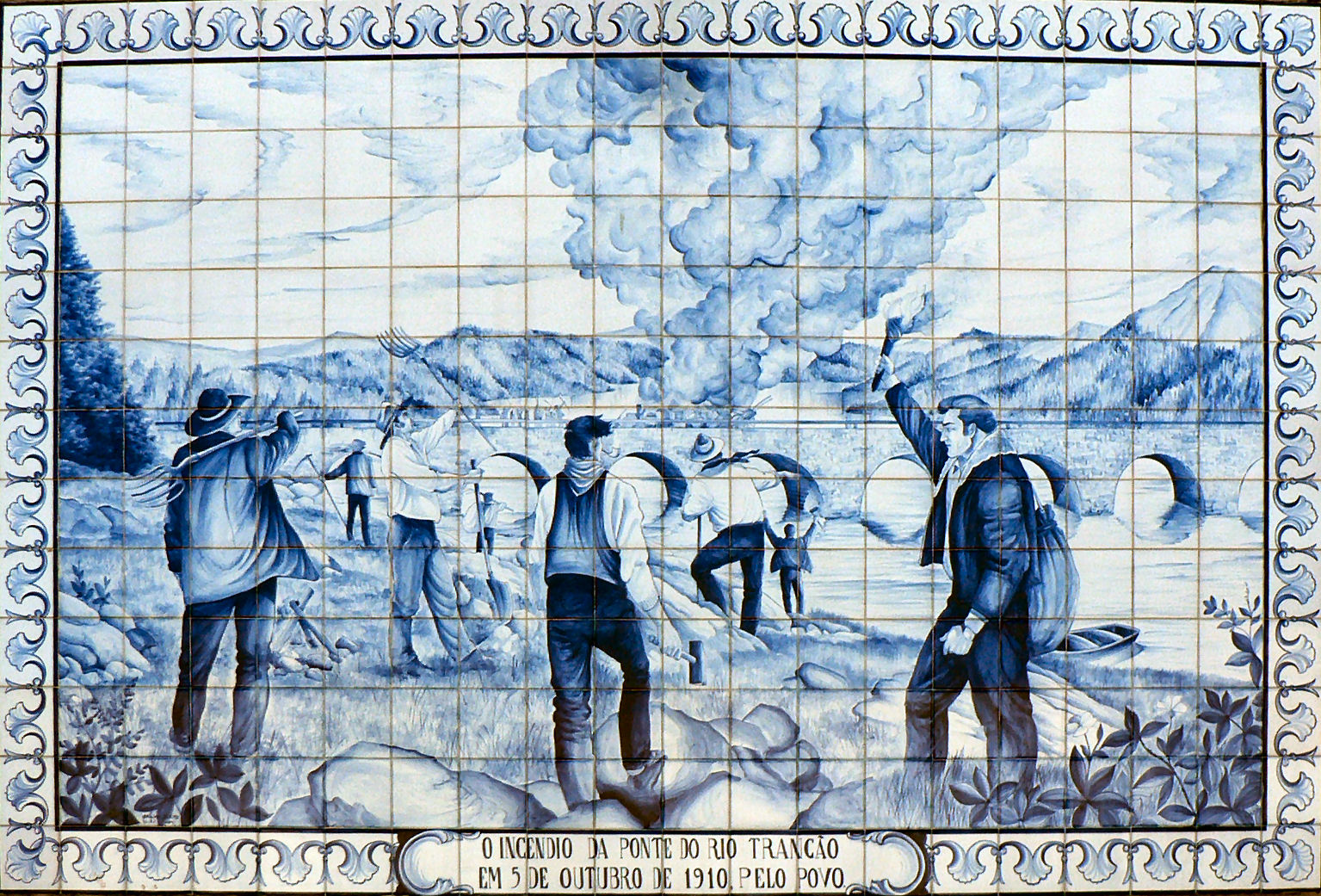
O incêndio da ponte sobre o rio Trancão pelos revolucionários republicanos, em 5 de Outubro de 1910.

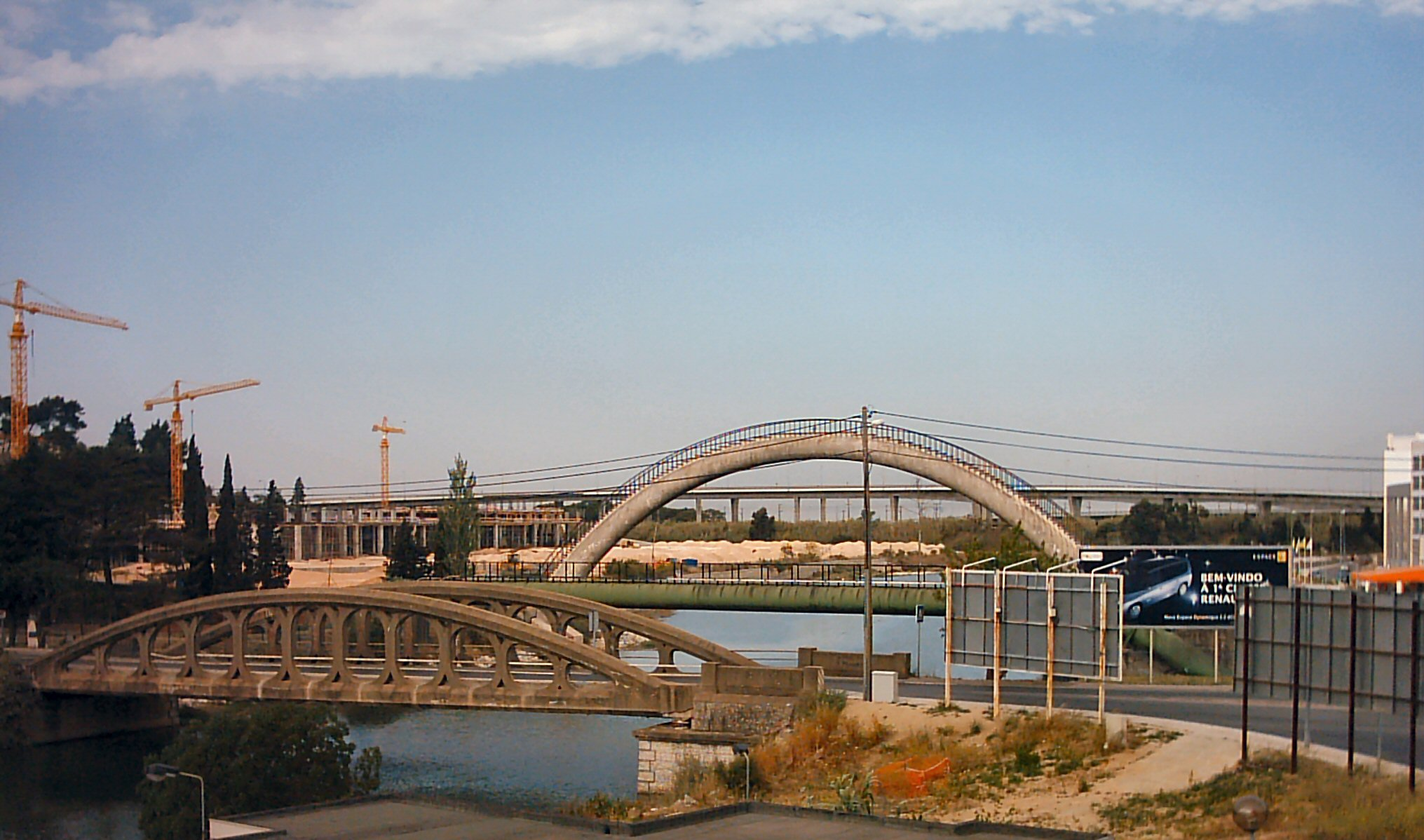
A anterior ponte sobre o Trancão (em baixo, à esquerda), antes do atual alargamento sem arcos laterais, com o Sifão do Canal do Alviela (ao centro) por detrás; ao fundo é ainda possível contemplar a ponte do IC2, que cruza o rio junto à sua foz.

A Ponte de Sacavém sobre o rio Trancão, ligando Sacavém e Bobadela, respetivamente nas actuais freguesias de Sacavém e Prior Velho e Santa Iria de Azoia, São João da Talha e Bobadela, como parte da Estrada Nacional n.º 10, ergue-se hoje sensivelmente no mesmo local onde, durante séculos, existiu uma ponte romana, que constituía uma das imagens de marca da freguesia, e que subsiste até hoje, não apenas na memória popular, bem como no brasão de armas da cidade.

## História
Com a ocupação romana da Península Ibérica e, mais concretamente, da Lusitânia (onde séculos mais tarde viria a nascer aquilo que é hoje Portugal), torna-se mais palpável a antropização do espaço em relação a épocas anteriores; essa antropização constitui o chamado processo de romanização (isto é, de «tornar romano», através da divulgação da língua latina, ou da construção de estradas e pontes, por forma a ligar todos os pontos do seu vasto império).
Dessa forma, algures entre os séculos II a.C. e I d.C., foi construída, junto ao lugar de Sacavém (então parte integrante do município romano de Lisboa), às margens do rio Trancão (o qual, à data, se afigurava um rio muito mais caudaloso que hoje em dia), uma ponte de quinze arcos de volta perfeita, que ligava o pequeno povoado à margem Norte do seu rio, e pela qual passava um troço comum a duas vias romanas: a VIA XV, ligando OLISIPO (Lisboa) a EMERITA AVGVSTA (Mérida) e a VIA XVI, ligando também OLISIPO a BRACARA AVGVSTA (Braga).
A escolha deste local para a erecção da ponte faz supor da relativa importância, não só do lugar de Sacavém, como também do rio Trancão.
A ponte romana de Sacavém volta a ter algum protagonismo no século XII, por alturas da conquista de Lisboa aos muçulmanos (1147) — é aí que, de acordo com uma tradição (provavelmente nascida apenas no terceiro quartel do século XVI) se trava a batalha de Sacavém. De acordo com o relato do monge alcobacense Frei António Brandão, O. Cist., cinco mil muçulmanos oriundos de Sacavém e doutras partes da Estremadura e Ribatejo ter-se-iam reunido junto à ponte para desbaratar as forças cristãs que atacavam Lisboa; embora o número destas últimas ascendesse apenas aos 1500 homens, a miraculosa intervenção da Virgem Maria teria salvo da iminente derrota o contingente cristão.
Mais tarde, com a inclusão do reguengo de Sacavém entre os bens da Sereníssima Casa de Bragança, o pagamento da exacção senhorial pelo atravessamento da ponte (portagem) passa a ser feito ao Duque de Bragança, donatário da povoação.
Em 1571, ao dar à estampa a sua obra Da fábrica que falece a cidade de Lisboa, o pintor e humanista Francisco de Holanda efectua um esquisso no qual representa as pontes romanas de Sacavém (intitulado «Lembrança pera Redificar a Ponte de Sacauem»); é por aí que vemos a largueza do rio em comparação com os tempos actuais, bem como a monumentalidade da construção romana. De igual modo, o autor exorta o monarca D. Sebastião a proceder a melhoramentos imediatos na ponte, sob pena de ruína da mesma («E logo devem ser edificadas novas pontes, ou reedificadas as que fizeram os Romanos ao redor de Lisboa, como a de Sacavém e outras. […] Para cujo efeito, lhes dou aqui o desenho destas pontes para reedificarem a de Sacavém, e as outras do rio Tejo»). O seu pedido, porém, não foi ouvido — a jornada marroquina do rei, com todas as consequências que teve para o país, fez cair no esquecimento a sugestão de Francisco de Holanda.
Cerca de sessenta anos mais tarde (1629), Miguel Leitão de Andrade, no «2.º Diálogo» da sua Miscelânea, volta a aludir à referida ponte; nessa altura, porém, pela incúria dos governantes, a ponte, não tendo sido reconstruída, acabou por colapsar. Assim, a travessia do Trancão no lugar de Sacavém passou a ser efectuada por barqueiros aos quais o Duque de Bragança (a partir de 1640, o rei de Portugal) arrendara a portagem.
O corografista Pinho Leal, na segunda metade do século XIX, escreveria na sua obra monumental, Portugal Antigo e Moderno, que o matemático Bento de Moura, encarregado de reformular a barca do Trancão no tempo de D. João V, teria antes criado uma ponte de barcas que seria anterior à celebre ponte das barcas que ligava o Porto a Vila Nova de Gaia. Trata-se, porém, de uma interpretação abusiva de dois passos de um corografista anterior, da segunda metade do século XVIII, João Baptista de Castro, o qual afirma tão-só que o rei ordenou a reforma da barca, e que o dito matemático apenas facilitou a passagem entre ambas as margens, com grande comodidade para os passageiros…
O sismo de 1755 eliminou os últimos vestígios visíveis da ponte romana; as grandes mudanças orográficas propiciadas pelo terramoto permitiram a edificação de uma ponte menor, de madeira, ligando as duas margens, a qual porém viria a ser incendiada durante a guerra civil portuguesa, em Outubro de 1833, pelas forças miguelistas derrotadas junto a Loures e que se puseram em fuga para Santarém, procurando assim obstar à progressão das forças liberais.
Em 1842 viria a ser erguida uma nova ponte em cantaria e ferro, com dezoito metros de comprimento, assente em apenas quatro pilares, com um rodízio central para a passagem dos barcos (uma litografia aguarelada dessa ponte, da autoria do pintor Tomás José da Anunciação, datada de cerca de 1850, pode ser consultada na Biblioteca Nacional de Portugal, aqui). Embora tenha sido incendiada, em 1910, pelos revolucionários republicanos, para impedir a vinda de reforços monárquicos, esta ponte subsistiu até meados do século XX, altura em que foi construída uma outra, em betão, pela Junta Autónoma das Estradas, a qual subsiste até hoje.
Em 2013 foi aberto concurso público para construção de uma nova ponte, destinada a substituir a anterior (http://www.estradas.pt/home/-/artigo/10136/1716062/Nova-ponte-sobre-o-Rio-Tranc%C3%A3o).
A nova Ponte de Sacavém Sobre Rio Trancão foi concluida em 2016 pela Infraestruturas de Portugal com um investimento superior a 2,5 milhões de euros.

## Outras pontes

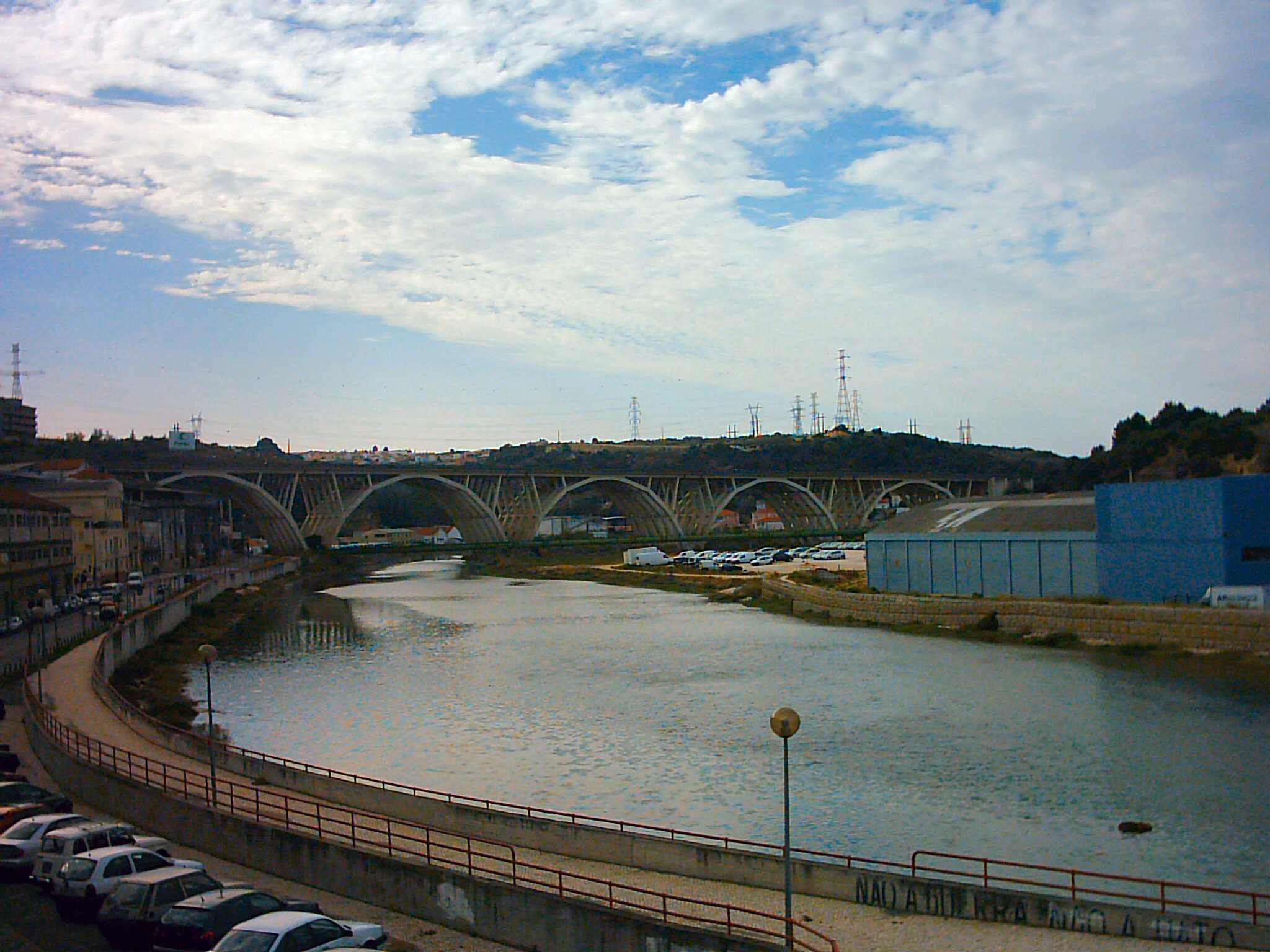
O viaduto da A1 sobre o rio Trancão em Sacavém.

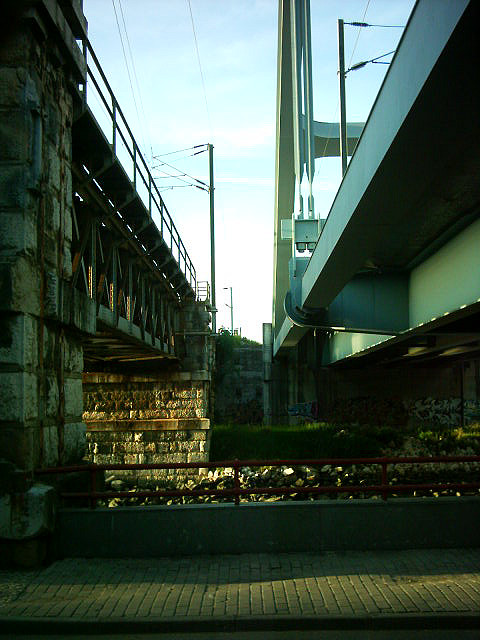
As duas pontes ferroviárias, separadas por escassos metros mas por mais de um século.

A partir do século XIX, outras pontes e viadutos passaram a cruzar o rio Trancão, em Sacavém: A primeira foi a ponte do caminho de ferro, inaugurada em 1856, erigida a algumas centenas de metros a jusante da ponte, junto à estação ferroviária; tem pouco mais de 30 m de comprimento. Foi melhorada em meados do século XX e complementada por nova ponte ferroviária escassíssimos metros a jusante, erigida em inícios do século XXI, quadruplicando a Linha do Norte.
No final do século XIX, outra singular estrutura passou a cruzar o rio Trancão, e embora não constituindo uma ponte (embora fosse passível de se atravessar a pé), mas antes um aqueduto, merece ser referenciada por se haver tornado o novo ex-libris da localidade: o Sifão do Canal do Alviela, que permite a passagem das águas represadas no rio Alviela até Lisboa, e que dista da ponte escassos metros a jusante. Um segundo aqueduto, de aspeto menos monumental, foi erigido mais tarde entre a ponte e o histórico sifão; é de perfil horizontal e não arqueado, já que a água é bombeada ativamente na sua alma.
Nos meados do século XX, a construção da Auto-Estrada do Norte, ligando Lisboa ao Porto, levou à edificação de um grandioso viaduto sobre o rio Trancão, em Sacavém, por onde passa a mesma. Este viaduto dista escassas centenas de metros da ponte, a montante.
Por fim, na década de 1990, com a edificação de novos acessos a Lisboa, a construção da A 30 / IC2, ligando Sacavém a Santa Iria de Azóia, pautou-se pela edificação de mais uma ponte, a jusante da ponte ferroviária, junto à foz do Trancão, fazendo assim com que a povoação seja agora atravessada por três pontes rodoviárias, duas ferroviárias, e dois aquedutos.
De notar ainda, atravessando o rio Tejo, a Ponte Vasco da Gama, na A12, ligando Sacavém ao Montijo, a qual, com uma extensão de cerca de 17 km, se trata da maior ponte da Europa.